# 哈沪高速动车组列车
哈沪高速动车组列车是中国铁路运行于黑龙江省省会哈尔滨市哈尔滨西站及直辖市上海市上海虹桥站的高速动车组列车，途经黑龙江省、吉林省、辽宁省、河北省、天津市、山东省、江苏省、安徽省、上海市七省二市，运行里程2422公里，列车客运乘务由哈尔滨局集团哈尔滨客运段担当。其中哈尔滨西站至上海虹桥站运行12小时56分，使用车次为G1202/1203次；上海虹桥站至哈尔滨西站运行12小时12分，使用车次为G1204/1201次。

## 历史
2013年12月28日，配合津秦高铁开通，新增哈尔滨西~上海虹桥G1202/1203、G1204/1201次列车。

## 使用列车
在2023年之前，G1202/1203、G1204/1201次列车使用配属哈尔滨局集团哈尔滨动车运用所的CRH380BG，重联运行。
自2023年哈尔滨局接受复兴号之后，现已改为使用配属于哈尔滨局集团哈尔滨西动车运用所的CR400BF-GZ型智能动车组，重联运行。